# ニコス・マフラス
ニコス・マフラス（Nikos Machlas、ギリシア語：Νίκος Μαχλάς、1973年6月16日 -）は、ギリシャの元サッカー選手。ポジションはFW。

## 来歴

### クラブ
マフラスは地元のOFIクレタで選手経歴を開始し、1991年2月のパナシナイコス戦でリーグデビューを飾った。クレタでは6シーズン在籍し154試合に出場し54得点を記録した。1996年にオランダ・エールディヴィジのフィテッセへ移籍。最初のシーズンはリーグ戦29試合で9得点という成績に終わったが、翌1997-98シーズンに32試合で34得点を挙げリーグ得点王とともにゴールデンブーツ賞を受賞した。フィテッセではリーグ戦92試合に出場し60得点を記録した。
1999年6月、アヤックス・アムステルダムへ移籍。860万ドルの移籍金は当時のクラブの最高記録となった。同年8月8日に行われたヨハン・クライフ・スハールのフェイエノールト戦でデビューすると、3シーズンの間に公式戦93試合に出場し44得点、リーグ戦では74試合に出場し38得点を記録。2001-02シーズンにはエールディヴィジとKNVBカップの二冠獲得に貢献した。一方、2002-03シーズンに入り若手のズラタン・イブラヒモビッチやミドが台頭すると、冬の移籍市場での移籍を希望し、監督のロナルド・クーマンもこれを容認した。
2003年1月、スペインのセビージャFCへ買取オプション付きでレンタル移籍。契約期間は2004年6月30日までの1年半。セビージャでは14試合で2得点を記録したが、シーズン中に自動車でスピード違反を犯した上に警官に抵抗したため逮捕される事件を起こした。そのため同年7月、双方の合意の上でアヤックスとの契約終了が発表された。
アヤックスとの契約解除後は母国のギリシャに戻り、同年8月にGSイラクリス・テッサロニキへ移籍。翌2004年に古巣のOFIクレタへ移籍し2シーズンの間にリーグ戦52試合に出場し21得点を記録。
2006年にキプロスのAPOELニコシアへ移籍し、2008年5月17日に行われたキプロスカップ決勝で優勝に貢献したのを最後に現役引退を発表した。

### 代表
ギリシャ代表としては1993年3月10日に行われたオーストリア代表との国際親善試合でデビューし、この試合で代表初得点をあげた。同年11月17日に行われた1994 FIFAワールドカップ・ヨーロッパ予選のロシア代表戦ではヘディングで決勝点を決める活躍を見せ、ギリシャのワールドカップ初出場に貢献した。翌1994年にアメリカ合衆国で開催された本大会の代表メンバーにも選出され、グループリーグ3試合に出場した。
その後、2002年5月17日のスウェーデン代表との国際親善試合を最後に代表から退くまで、国際Aマッチ61試合に出場し18得点を記録した。

## 代表歴

### 出場大会
- ギリシャ代表
  - 1994 FIFAワールドカップ

### 試合数
- 国際Aマッチ 61試合 18得点（1993年-2002年）[15]

| ギリシャ代表 | 国際Aマッチ | 国際Aマッチ |
| 年           | 出場        | 得点        |
| ------------ | ----------- | ----------- |
| 1993         | 5           | 3           |
| 1994         | 13          | 5           |
| 1995         | 11          | 1           |
| 1996         | 3           | 0           |
| 1997         | 4           | 2           |
| 1998         | 4           | 2           |
| 1999         | 9           | 3           |
| 2000         | 2           | 0           |
| 2001         | 7           | 2           |
| 2002         | 3           | 0           |
| 通算         | 61          | 18          |

## 個人タイトル
- エールディヴィジ得点王 1回（1997年）
- ゴールデンブーツ賞 1回（1997年）